# Biosystems Engineering
Biosystems Engineering is een internationaal, aan collegiale toetsing onderworpen wetenschappelijk tijdschrift op het gebied van de agrarische techniek.
De naam wordt in literatuurverwijzingen meestal afgekort tot Biosystems Eng.